# Huanuhuanu (distrito)
O Distrito peruano de Huanuhuanu é um dos treze distritos que formam a Província de Caravelí, situada no Departamento de Arequipa, pertencente a Região Arequipa, Peru.

## Transporte
O distrito de Huanuhuanu não é servido pelo sistema de estradas terrestres do Peru.